# 平野勲人
平野 勲人（ひらの くんじ、1970年〈昭和45年〉2月20日 - ）は、日本の俳優・ナレーター・ドラマー。
埼玉県出身。豪勢堂GLove所属。演劇ユニット「クンジードー」主宰。元TEAM 発砲・B・ZIN。2005年（平成17年）に「平野くんじ」から「平野勲人」に改名した。

## 略歴
1992年（平成4年）、日本大学芸術学部卒業生が中心に「TEAM 発砲・B・ZIN」を結成、以降、主要メンバーとして活動。2007年5月、同劇団結成15周年記念・解散公演『ジューゴ』をもって劇団は解散。
2009年3月、演劇ユニット「クンジードー」を旗揚げ。2014年1月、劇団め組の藤原習作と元東京キッドブラザースの長戸勝彦と共に演劇ユニット「男〆天魚」を結成。

## 出演作品

### 舞台
1992年
- ウルトラファミリータイズ'92（TEAM 発砲・B・ZIN）
- ダッシュマン（カメイ）（TEAM 発砲・B・ZIN）
- リーリーリー（TEAM 発砲・B・ZIN）

1993年
- ダンダラダンダンダン！2（TEAM 発砲・B・ZIN）
- OIOIOI（TEAM 発砲・B・ZIN）

1994年
- ウルトラファミリータイズ2LDK（TEAM 発砲・B・ZIN）
- 駄馬駄馬駄馬駄馬（劇団現場、企画：西ノ園達大、原案・構成・演出：劇団現場）

1995年
- ゴージャスキス（TEAM 発砲・B・ZIN）
- サンダーバーガー（TEAM 発砲・B・ZIN）
- ジャスキス（TEAM 発砲・B・ZIN）

1996年
- ジャスキスデス（TEAM 発砲・B・ZIN）
- トランスホーム（TEAM 発砲・B・ZIN）

1997年
- リ・メンバー（コマーシャルサーカス TEAM 発砲・B・ZIN）
- ワンダバ（TEAM 発砲・B・ZIN）
- ブラック・フラッグ・ブルーズ（演劇集団キャラメルボックス アナザーフェイス VOL.4 featuring TEAM 発砲・B・ZIN）

1998年
- ゴメンバー（TEAM 発砲・B・ZIN）
- BRIDGE（ネビュラプロデュース TEAM 発砲・ダッシュ）
- トランスホーム リフォーム（TEAM 発砲・B・ZIN）
- カケルエックス（TEAM 発砲・B・ZIN）

1999年
- 天国の奈落（寿団プロデュース）
- ビデオ・デ・ゴメンバー（TEAM 発砲・B・ZIN）
- ポリゴン（二人芝居ユニット）

2000年
- ジャスキス・トリロジー（TEAM 発砲・B・ZIN）
- 幸せな孤独な薔薇（クチーナ・ミラノ）
- パレット（TEAM 発砲・B・ZIN）

2001年
- センゴク・プ－（TEAM 発砲・B・ZIN）
- 鬼〜新羅生門より〜（オーツーコーポレーションプロデュース）
- ジキル博士とハイド氏（シャトナー研）
- ゴメンバー・デ・ショウ（TEAM 発砲・B・ZIN、10周年記念公演）

2002年
- アンフォゲッタブル（演劇集団キャラメルボックス）
- メルダイバー（TEAM 発砲・B・ZIN）
- ハッポウマニア（TEAM 発砲・B・ZIN）
- 魔法の黄色い靴（30th ANNIVERSARY TULIP）
- 賢治島探検記（演劇集団キャラメルボックス）
- 進め！ウルトラ整備隊（GSDドラマリーディング Vol.8）

2003年
- 私とワタシ（イトーカンパニープロデュース）
- 江戸っ娘。忠臣蔵（モーニング娘。主演ミュージカル）
- アローン・アゲイン（演劇集団キャラメルボックス）
- YELLOW MAGICAL SHOES 魔法の黄色い靴（チューリップ30周年記念ミュージカル）
- 3P〜スリーピース〜（東京ハートブレイカーズ）
- 仮面ニンジャー（剣劇団億流四十六派）
- オス！（TEAM 発砲・B・ZIN）
- トランスホーム（TEAM発砲・B・ZIN）

2004年
- Rockers Delight（東京ハートブレイカーズ リーディング・ライブ）
- カケルエックス デラックス（TEAM 発砲・B・ZIN）
- リーディングライブ（東京ハートブレーカーズPresents）
- 燃えよ剣（明治座）
- リアルオーディション（松浦亜弥主演ミュージカル）

2005年
- バクマツバンプー～幕末蛮風～（嵐・大野智主演）
- 黒くやれ（東京ハートブレイカーズ）
- Torys!（MOBO presents Vol.2）
- ツカエナイト（TEAM 発砲・B・ZIN）

2006年
- マジヨ（TEAM発砲・B・ZIN）
- トレジャーボックス（pnish vol.7）
- テンセイクンプー～転世薫風～（嵐・大野智主演）
- コルトガバメンツ（東京ハートブレイカーズ
- おとこたちのそこそこのこととここのこと（寿団、第4回公演）
- テングメン（TEAM 発砲・B・ZIN）
- WEL-COME to パラダイス（劇団たいしゅう小説家、第9回公演）

2007年
- Direction（劇団たいしゅう小説家企画ユニット）
- COMEDY TRAIN 1号（劇団たいしゅう小説家企画ユニット）
- もーたまらんッ！（劇団方南ぐみ企画公演）
- 体感季節（劇団コーンフレークス第3回公演）
- ゼリーの誘惑（東京ハートブレイカーズ）
- ジューゴ（TEAM 発砲・B・ZIN）

2008年
- ドラえもん のび太とアニマル惑星 - チッポのパパ 役
- サダオのサダメ（劇団たいしゅう小説家）
- オープン・The・Show（劇団たいしゅう小説家 企画ユニット COMEDY TRAIN 2号）

2009年
- サダオのサダメ〜新たな旅路〜（劇団たいしゅう小説家）
- ソラオの世界（キティフィルム・プレゼンツ）
- 情熱の僕のパンチ（平野勲人プロデュース公演 クンジードー vol.1）
- 東京ハートブレイカーズREADINGLIVE「永久保存晩」（J-POP CAFE-SHIBUYA-）
- ジョリー・ロジャー（ファントマ）

2011年
- 銀河英雄伝説 第一章 銀河帝国編 - ルッツ 役

2013年
- 名主畑リーサとイザナギ君（劇団たいしゅう小説家）

2017年
- My Sweet Baby（東京ハイビーム）
- 天下無敵の忍び道（劇団シャイニング from うたの☆プリンスさまっ♪）

2024年
- 色彩組曲〜七人の息子と灰色夜想曲〜（X-QUEST）[2]

2025年
- IKIZAMA（@emotion）[3]
- R老人の終末の御予定（ポップンマッシュルームチキン野郎）[4]

### テレビドラマ
- 相棒〜警視庁ふたりだけの特命係 スタートスペシャル（2002年10月9日、テレビ朝日） - 刑事 役
- 天てれドラマ「転校生は吸血鬼？」（2005年4月25日 - 4月27日、NHK） - お父さん / 吸血鬼 役
- モンスターペアレント 第1話（2008年7月1日、フジテレビ） - 弁護士 役
- サンシャインデイズ（2007年、テレビ神奈川） - ディレクター 役
- 天才てれびくんMAX「私は見た?! 転校生のヒミツ」（NHK教育） - 番場Q作 役
- 火曜サスペンス劇場 マリーゴールド 6月の花嫁（2005年6月、日本テレビ） - 刑事 役
- 菊次郎とさき 第8話（2008年、テレビ朝日） - 司会者 役
- ウルトラマンギンガ（2013年、テレビ東京） - ナックル星人グレイ（SD）の声 役
- 新ウルトラマン列伝（2013年 - 、テレビ東京） - ナックル星人グレイ（SD）の声 役
- ウルトラマンギンガS 最終話（2014年、テレビ東京） - ナックル星人グレイ（SD）の声 役
- ウルトラマンX 第9話（2015年、テレビ東京） - 名栗 / ナックル星人ナクリの声 役[5]

### 映画
- リターナー（2002年、東宝）
- Happyダーツ（2008年、クロックワークス） - 安田 役

### テレビ番組
- SMAP×SMAP 心理捜査官稲垣（フジテレビ）

### ゲーム
- WE LOVE GOLF!（2007年、Wii） - カルロス 役
- スーパーヒーロージェネレーション（2014年、PS3、PS Vita） - ナックル星人グレイ（SD） 役

### CM
2001年
- ナショナル「ローションスムーサー 顔レース篇」
- SONY PlayStation 2「メタルギアソリッド2 オフィス篇」

### ナレーション
テレビCM
- KOSE「ハッピーバースデイ」
- JT「烏龍烏龍」
- シャープ「DVDデジタルハイビジョンレコーダー」
- パナソニック「掃除機」
- バンダイビジュアル「ウルトラマンギンガ DVD/Blu-rayシリーズ」
- au by KDDI「マナー広告」[6]
- マイライン「巨人様」[7]
- ハウスメイト、JRA、NEC、三菱東京フィナンシャルグループ、日立、日産自動車　他

ラジオCM
- ロッテ「アクオ」
- ジャックス「ジャックスカード」
- KOSE「サロンスタイル」
- オレンジページ
- NTTドコモ
- 東芝
- アメリカンエキスプレス
- ナイガイ
- 村田製作所
- 日産自動車

### ラジオドラマ
- ラジオ劇団『小さな奇跡』（日替わりゲスト）

### その他
- スチール： 「コスモポリタン」集英社
- 雑誌：「クリエイト」ページタイトル「ポジティブ・ワーキング・スタイル」インタビュー記事
- イベントMC：地球と私のためのエコスタイルフェア「エコプロダクツ2007」キャノンブース